# Untripentium
Untripentium, med kemisk beteckning Utp, är det tillfälliga IUPAC-namnet på det grundämne i periodiska systemet, som har atomnummer 135. Det kan också kallas eka-lawrentium efter Dmitrij Mendelejevs förutsägelser om det periodiska systemet.
Untripentium är det sextonde grundämnet i den åttonde perioden i det periodiska systemet. Det har inte gjorts några försök att framställa ämnet och kommer förmodligen att dröja länge, eftersom partikelfysikerna under 2010-talets början gjort ansträngningar för att framställa ämnen med atomnummer 115–120.